# Distance (bài hát của Christina Perri)
"Distance" là bài hát của ca sĩ-nhạc sĩ người Mỹ Christina Perri. Một phiên bản mới của bài hát hợp tác với Jason Mraz được phát hành như là đĩa đơn thứ ba từ phiên bản chất lượng cao của album đầu tay của cô Lovestrong (2011) phát hành ngày 20 tháng 3 năm 2012.

## Bảng xếp hạng
| Bảng xếp hạng (2012)                  | Vị trí cao nhất |
| ------------------------------------- | --------------- |
| Hoa Kỳ US Adult Pop Songs (Billboard) | 20              |